# عاشق شدن (فیلم)
عاشق شدن (انگلیسی: Falling in Love) فیلمی رمانتیک و درام است که در سال ۱۹۸۴ منتشر شد.
در این فیلم مریل استریپ و رابرت دنیرو غریبه‌های مزدوجی هستند که همدیگر را ملاقات می‌کنند، دوست می‌شوند و بعد عاشق می‌شوند.

## بازیگران
- رابرت دنیرو
- مریل استریپ
- هاروی کایتل
- جین کاچمارک
- جرج مارتین
- دایان ویست
- ویکتور آرگو
- جس بردفورد
- فرانسیس کونروی
- جرج مارتین
- کنت ولش

## داستان
در شب کریسمس، مالی گیلمور، بازیگر تبلیغاتی، و فرانک رافتیس، مهندس معماری، هر دو جداگانه در منهتن مشغول خریدهای لحظه آخری کریسمس هستند. فرانک با همکارش اد برای یک نوشیدنی قرار می‌گذارد و اد به فرانک می‌گوید که در حال طلاق گرفتن است. مالی دوستش ایزابل را می‌بیند که متاهل است اما قصد دارد کریسمس را با مرد دیگری بگذراند. مالی همچنین به ملاقات پدر بیمارش می‌رود. کمی بعد در همان روز، در پیشخوان یک کتابفروشی شلوغ، فرانک و مالی بسته‌هایشان را با هم قاطی می‌کنند، بنابراین در روز کریسمس، برایان، همسر مالی، و آن، همسر فرانک، هر دو کتابی را که برای دیگری در نظر گرفته شده بود، باز می‌کنند.